# Or Sasson
Or “Ori” Sasson (hebräisch אור "אורי" ששון; geboren am 18. August 1990 in Jerusalem) ist ein ehemaliger israelischer Judoka, der 2016 bei den Olympischen Sommerspielen in Brasilien in der Schwergewichtsklasse (über 100 kg) die Bronzemedaille gewann.

## Leben
Sasson wurde in Jerusalem geboren und ist Jude. Sein älterer Bruder Alon Sasson war ebenfalls Judoka und ist heute Kapitän der israelischen Judo-Nationalmannschaft. Or Sasson wohnt in Netanya und studiert Wirtschaftswissenschaften am Ruppin Academic Center.
Am 12. Mai 2022 teilte Or Sasson vor Journalisten in Tel Aviv mit, dass er seine sportliche Karriere beendet.

## Sportliche Karriere
Im Alter von acht Jahren begann Sasson mit dem Judotraining. Seine Trainer sind Gill Offer und Oren Smadja. Sasson gehört dem Verein Meitav Jerusalem an und begann 2005 in Wettkämpfen anzutreten. Von 2007 bis 2009 und 20111 wurde er israelischer Meister in der Gewichtsklasse unter 100 kg. Im Juli 2009 gewann Sasson in dieser Gewichtsklasse die Goldmedaille bei den Maccabi Games in Tel Aviv. Im September 2011 nahm er an den Judo-Weltmeisterschaften in Taschkent, Usbekistan, teil, wo der Iraner Javad Mahjoub es wegen einer vermutlich vorgeschobenen Infektion ablehnte, gegen ihn anzutreten.
Im Februar 2012 gewann Sasson bei der Weltmeisterschaft in Prag eine Goldmedaille. Im Februar 2013 und im darauf folgenden Monat gewann er Gold bei den European Open in Tiflis, Georgien und in Warschau, Polen. Im September 2014 gewann er bei den European Open in Tallinn, Estland, erneut eine Goldmedaille. Am 26. Juni 2015 gewann er in Baku, Aserbaidschan, bei den Europameisterschaften Silber für Israel, 2016 dann wieder Silber bei den Europameisterschaften 2016.

### Olympische Spiele 2016
Nur wenige Tage vor seinem 26. Geburtstag gewann Or Sasson im August 2016 bei den Olympischen Spielen in Rio eine Bronzemedaille. Für weltweite Aufmerksamkeit sorgte das Verhalten seines ägyptischen Gegners im Eröffnungskampf: Islam El-Shehaby verweigerte Sasson den im Judo üblichen Handschlag nach einem Kampf und wurde disqualifiziert. Ofir Gendelman, Sprecher des israelischen Ministerpräsidenten Benjamin Netanjahu, bezeichnete diesen Vorfall als „schockierend“ und „gegen den Geist von Rio 2016“.

### Olympische Spiele 2020
Bei den Olympischen Spielen in Tokio schied Sasson im Achtelfinale gegen den Franzosen Teddy Riner aus. Im Mixed-Mannschaftswettbewerb gewann die israelische Mannschaft eine Bronzemedaille.